# 16749 Vospini
16749 Vospini è un asteroide della fascia principale. Scoperto nel 1996, presenta un'orbita caratterizzata da un semiasse maggiore pari a 2,5757204 UA e da un'eccentricità di 0,1503409, inclinata di 14,44305° rispetto all'eclittica.
L'asteroide è dedicato all'astrofilo italiano Giancarlo Vospini.